# NGC 6226
NGC 6226 est une galaxie spirale particulière située dans la constellation du Dragon. Sa vitesse par rapport au fond diffus cosmologique est de 5 594 ± 13 km/s, ce qui correspond à une distance de Hubble de 82,5 ± 5,8 Mpc (∼269 millions d'al). NGC 6226 a été découverte par l'astronome prussien Heinrich Louis d'Arrest en 1862. Cette galaxie a aussi été observée par l'astronome américain Lewis Swift le 9 juillet 1886 et elle a été inscrite au New General Catalogue sous la désignation NGC 6002.
NGC 6226 présente une large raie HI. En raison d'une brillance de surface égale à 11,86 mag/am2, on peut qualifier NGC 6226 de galaxie présentant une brillance de surface élevée.
À ce jour, trois mesures non basées sur le décalage vers le rouge (redshift) donnent une distance de 70,700 ± 2,464 Mpc (∼231 millions d'al), ce qui est légèrment à l'extérieur des valeurs de la distance de Hubble. Notons que c'est avec la valeur moyenne des mesures indépendantes, lorsqu'elles existent, que la base de données NASA/IPAC calcule le diamètre d'une galaxie et qu'en conséquence le diamètre de NGC 6226 pourrait être d'environ 19,2 kpc (∼62 600 al) si on utilisait la distance de Hubble pour le calculer.